# Maresiella polynesica
Maresiella polynesica is een pissebed uit de familie Gnathostenetroidae. De wetenschappelijke naam van de soort is voor het eerst geldig gepubliceerd in 1992 door Mueller.